# Dick Habbin
Richard Leonard Habbin (sinh ngày 6 tháng 1 năm 1949 tại Cambridge, Anh) là một cựu cầu thủ bóng đá và huấn luyện viên người Anh.

## Sự nghiệp
Habbin gia nhập Reading vào tháng 3 năm 1969 từ đội bóng non-league Cambridge United. Ông gia nhập Rotherham United vào tháng 1 năm 1975 sau khi có 219 lần ra sân và ghi 24 bàn tại Football League cho Reading. Ông có 84 lần ra sân và ghi 19 bàn cho đội trước khi gia nhập Doncaster Rovers vào tháng 9 năm 1977. Ông có thêm 60 lần ra sân và ghi 12 bàn ở giải voo địch trước khi bị giải phóng cuối mùa giải 1978–79.
Ông trở thành cầu thủ-huấn luyện viên của Maltby Miners Welfare năm 1979.